# Xiaomi Redmi Note 4
El Xiaomi Redmi Note 4 es el cuarto teléfono inteligente de la serie Redmi Note desarrollado por Xiaomi. Forma parte de la serie de teléfonos inteligentes Redmi. Salieron al mercado dos variantes. La primera versión de Redmi Note 4 montaba un procesador Deca-core Mediatek MT6797 Helio X20 SOC. La versión actualizada Redmi Note 4X y Redmi Note 4 (En el cual la versión MediaTek no fue lanzada) monta un procesador Octa-core Qualcomm Snapdragon 625 SOC.  El sucesor del Redmi Note 4 es el Redmi Note 5.

## Historia
En enero de 2017, la versión Snapdragon del Xiaomi Redmi Note 4X se convirtió en el primer gran lanzamiento de la compañía. Disponible en las versiones 2GB RAM + 32GB EMMC de memoria interna, 3GB RAM + 16 o 32GB EMMC de memoria interna y 4GB RAM + 64GB EMMC de memoria interna. Con una pantalla 5.5 pulgadas Full HD con panel IPS – una resolución de 1080x1920 y una densidad de píxeles de 401ppi.
El 14 de febrero de 2017, junto con el lanzamiento en china del Redmi Note 4X, Xiaomi lanzó una edición limitada del teléfono diseñada por Hatsune Miku. El conjunto contenía una caja personalizada, el teléfono, una powerbank y una funda protectora.
En octubre de 2017, Lei Jun anunció que las ventas de Redmi Note 4X excedían los 20 millones de unidades y su reputación era buena.
La compañía anunció que se vendieron hasta 9,624,110 unidades de Redmi Note 4 en 2017 y que fue uno de sus teléfonos inteligentes más vendidos en el último trimestre de 2017.

## Especificaciones

### Hardware
Xiaomi Redmi Note 4 (código de desarrollo "nikel") está equipado con el procesador MediaTek MT6796 Helio X20 y procesador de gráficos Mali-T880 MP4 GPU. Funciona con la capa de personalización MIUI 8, actualizado a MIUI 9 basado en Android 7.0 . La variante 4X (código de desarrollo "mido") cuenta con un Octa-core 2.0 GHz Snapdragon 625 y un procesador de gráficos Adreno 506. Todas las variantes cuentan con una pantalla de 5,5 plg (139,7 mm) con resolución 1080p, 2 GB, 3 GB o 4 GB de RAM, y 16 GB, 32 GB or 64 GB eMMC 5.0 de memoria interna, cámara frontal de 5MP, batería no extraíble Li-Po de 4100 mAh. Soporta las redes Wi-Fi 802.11b/g/n/ac y las bandas 2.4 y 5 GHz. El terminal soporta la combinación de dos tarjetas SIM o una tarjeta SIM + tarjeta microSDHC, ya que la bandeja extraíble físicamente tiene dos espacios.
Otra característica notable del teléfono es la de un sensor de huellas dactilares en la parte posterior que también se puede utilizar para capturar imágenes a través de las cámaras frontal o trasera..
Por último otra de las características notable del teléfono es que cuenta con puerto infrarrojos, pero carece de NFC, como viene siendo habitual en los móviles de la marca.

### Software
Funciona con la capa de personalización MIUI 8 basada en Android 6.0, actualizado a MIUI 9 y luego MIUI 10, basado en Android 7.0

## Comparación de variantes
| Nombre                     | Codename | Pantalla | Resolución | Lanzamiento   | Procesador                       | RAM  | Memoria interna | 4G | Cámara trasera | Cámara frontal | Batería  | Sistema operativo                                               | Distribuciones MIUI       |
| -------------------------- | -------- | -------- | ---------- | ------------- | -------------------------------- | ---- | --------------- | -- | -------------- | -------------- | -------- | --------------------------------------------------------------- | ------------------------- |
| Redmi Note 4               | nikel    | IPS 5.5" | HD 1080p   | Junio de 2016 | Mediatek Helio X20 10x 2.1 GHz   | 3 GB | 32 GB           | Sí | 13 MP          | 5 MP           | 4100 mAh | MIUI 10 Android 6.0 MIUI 8 en su salida                         | China, Global y Xiaomi.eu |
| Redmi Note 4               | nikel    | IPS 5.5" | HD 1080p   | Junio de 2016 | Mediatek Helio X20 10x 2.1 GHz   | 3 GB | 64 GB           | Sí | 13 MP          | 5 MP           | 4100 mAh | MIUI 10 Android 6.0 MIUI 8 en su salida                         | China, Global y Xiaomi.eu |
| Redmi Note 4               | nikel    | IPS 5.5" | HD 1080p   | Junio de 2016 | Mediatek Helio X20 10x 2.1 GHz   | 4 GB | 64 GB           | Sí | 13 MP          | 5 MP           | 4100 mAh | MIUI 10 Android 6.0 MIUI 8 en su salida                         | China, Global y Xiaomi.eu |
| Redmi Note 4X Redmi Note 4 | mido     | IPS 5.5" | HD 1080p   | Enero de 2017 | Qualcomm Snapdragon 625 8x 2 GHz | 2 GB | 32 GB           | Sí | 13 MP          | 5 MP           | 4100 mAh | MIUI 10 Android 7.0 MIUI 8 basado en Android 6.0.1 en su salida | China, Global y Xiaomi.eu |
| Redmi Note 4X Redmi Note 4 | mido     | IPS 5.5" | HD 1080p   | Enero de 2017 | Qualcomm Snapdragon 625 8x 2 GHz | 3 GB | 16 GB           | Sí | 13 MP          | 5 MP           | 4100 mAh | MIUI 10 Android 7.0 MIUI 8 basado en Android 6.0.1 en su salida | China, Global y Xiaomi.eu |
| Redmi Note 4X Redmi Note 4 | mido     | IPS 5.5" | HD 1080p   | Enero de 2017 | Qualcomm Snapdragon 625 8x 2 GHz | 3 GB | 32 GB           | Sí | 13 MP          | 5 MP           | 4100 mAh | MIUI 10 Android 7.0 MIUI 8 basado en Android 6.0.1 en su salida | China, Global y Xiaomi.eu |
| Redmi Note 4X Redmi Note 4 | mido     | IPS 5.5" | HD 1080p   | Enero de 2017 | Qualcomm Snapdragon 625 8x 2 GHz | 4 GB | 64 GB           | Sí | 13 MP          | 5 MP           | 4100 mAh | MIUI 10 Android 7.0 MIUI 8 basado en Android 6.0.1 en su salida | China, Global y Xiaomi.eu |